# The Wonder Years (serie de televisión de 2021)
The Wonder Years es una serie de televisión de comedia estadounidense desarrollada por Saladin K. Patterson. Inspirada en la serie homónima de 1988, la serie es protagonizada por Elisha "EJ" Williams como Dean Williams. Don Cheadle narra la serie como la contraparte adulta de Dean. Se estrenó el 22 de septiembre de 2021 en ABC.
En mayo de 2022, ABC renovó la serie para una segunda temporada, la cual, se estrenó el 14 de junio de 2023. En septiembre de 2023, la serie fue cancelada tras dos temporadas.

## Sinopsis
Ambientada a finales de la década de 1960, la serie aborda con nostalgia a la familia Williams, residentes negros de clase media en Montgomery, Alabama, a través del punto de vista del imaginativo Dean, de 12 años de edad.

## Elenco

### Principal
- Elisha "EJ" Williams como Dean Williams
  - Don Cheadle narra la serie como un Dean mayor
- Dulé Hill como Bill Williams
- Saycon Sengbloh como Lillian Williams
- Laura Kariuki como Kim Williams
- Amari O'Neil como Cory Long
- Julian Lerner como Brad Hitman
- Milan Ray como Keisa Clemmons

### Recurrente
- Allen Maldonado como Coach Long
- Charity Jordan como Vivian Long

### Invitados
- Richard Gant como Grandaddy Clisby
- Spence Moore II como Bruce

## Episodios
| Temporada | Temporada | Episodios | Episodios | Emisión original         | Emisión original     |
| Temporada | Temporada | Episodios | Episodios | Primera emisión          | Última emisión       |
| --------- | --------- | --------- | --------- | ------------------------ | -------------------- |
|           | 1         | 22        | 22        | 22 de septiembre de 2021 | 18 de mayo de 2022   |
|           | 2         | 10        | 10        | 14 de junio de 2023      | 16 de agosto de 2023 |

### Primera temporada (2021–22)
| N.º en serie | N.º en temp. | Título                          | Dirigido por               | Escrito por                   | Fecha de emisión original | Código de prod. | Audiencia (millones) |
| ------------ | ------------ | ------------------------------- | -------------------------- | ----------------------------- | ------------------------- | --------------- | -------------------- |
| 1            | 1            | «Pilot»                         | Fred Savage                | Saladin K. Patterson          | 22 de septiembre de 2021  | 1EDT01          | 3.23                 |
| 2            | 2            | «Green Eyed Monster»            | Fred Savage                | Mary Fitzgerald               | 29 de septiembre de 2021  | 1EDT02          | 2.69                 |
| 3            | 3            | «The Club»                      | Fred Savage                | Max Searle                    | 6 de octubre de 2021      | 1EDT03          | 2.45                 |
| 4            | 4            | «The Workplace»                 | Shiri Appleby              | Meredith Dawson & Kendra Cole | 13 de octubre de 2021     | 1EDT05          | 2.72                 |
| 5            | 5            | «The Lock In»                   | Molly McGlynn              | Amberia Allen                 | 20 de octubre de 2021     | 1EDT06          | 2.08                 |
| 6            | 6            | «Be Prepared»                   | Numa Perrier & Fred Savage | Bob Daily                     | 27 de octubre de 2021     | 1EDT07          | 2.57                 |
| 7            | 7            | «Independence Day»              | Robert Townsend            | Jacque Edmonds Cofer          | 3 de noviembre de 2021    | 1EDT04          | 2.23                 |
| 8            | 8            | «Science Fair»                  | Matthew A. Cherry          | Yamin Segal                   | 17 de noviembre de 2021   | 1EDT08          | 2.47                 |
| 9            | 9            | «Home for Christmas»            | Fred Savage                | Bob Daily                     | 1 de diciembre de 2021    | 1EDT09          | 2.18                 |
| 10           | 10           | «Lads and Ladies and Us»        | Ken Whittingham            | Jacque Edmonds Cofer          | 5 de enero de 2022        | 1EDT11          | 2.41                 |
| 11           | 11           | «Brad Mitzvah»                  | Fred Savage                | Yael Galena                   | 12 de enero de 2022       | 1EDT10          | 2.54                 |
| 12           | 12           | «I'm With the Band»             | Victor Nelli Jr.           | Jordan Black                  | 19 de enero de 2022       | 1EDT12          | 2.14                 |
| 13           | 13           | «The Valentine's Day Dance»     | Victor Nelli Jr.           | Bertt Nelnick                 | 2 de febrero de 2022      | 1EDT13          | 2.36                 |
| 14           | 14           | «Country Dean»                  | Fred Savage                | Bob Daily                     | 23 de febrero de 2022     | 1EDT14          | 2.24                 |
| 15           | 15           | «Black Teacher»                 | Fred Savage                | Amberia Allen                 | 2 de marzo de 2022        | 1EDT15          | 2.25                 |
| 16           | 16           | «The Sleepover»                 | Shiri Appleby              | Jordan Black                  | 16 de marzo de 2022       | 1EDT16          | 1.99                 |
| 17           | 17           | «Jobs and Hangouts»             | Aisha Tyler                | Jacque Edmonds Cofer          | 23 de marzo de 2022       | 1EDT17          | 2.04                 |
| 18           | 18           | «Goose Grease»                  | Ken Whittingham            | Yael Galena                   | 6 de abril de 2022        | 1EDT18          | 1.97                 |
| 19           | 19           | «Love & War»                    | Numa Perrier               | Kendra Cole                   | 13 de abril de 2022       | 1EDT19          | 2.01                 |
| 20           | 20           | «Bill's New Gig»                | David Robert Jones         | Dioverd Danny Batista         | 20 de abril de 2022       | 1EDT20          | 1.88                 |
| 21           | 21           | «Where No Dean Has Been Before» | Ken Whittingham            | Bo Zenga                      | 11 de mayo de 2022        | 1EDT21          | 1.84                 |
| 22           | 22           | «Love, Dean»                    | Saladin K. Patterson       | Yamin Segal                   | 18 de mayo de 2022        | 1EDT22          | 2.05                 |

### Segunda temporada (2023)
| N.º en serie | N.º en temp. | Título                        | Dirigido por        | Escrito por          | Fecha de emisión original | Código de prod. | Audiencia (millones) |
| ------------ | ------------ | ----------------------------- | ------------------- | -------------------- | ------------------------- | --------------- | -------------------- |
| 23           | 1            | «One Small Step»              | Ken Whittingham     | Saladin K. Patterson | 14 de junio de 2023       | 2EDT01          | 2.09                 |
| 24           | 2            | «Forbidden Fruit»             | Ken Whittingham     | Bob Daily            | 14 de junio de 2023       | 2EDT02          | 1.80                 |
| 25           | 3            | «Football Team»               | Stacey Muhammad     | Amberia Allen        | 21 de junio de 2023       | 2EDT03          | 1.90                 |
| 26           | 4            | «Blockbusting»                | Nefertite Nguvu     | Jacque Edmonds Cofer | 28 de junio de 2023       | 2EDT05          | 1.84                 |
| 27           | 5            | «Takeover Spirit»             | Melissa Kosar       | Jordan Black         | 5 de julio de 2023        | 2EDT04          | 1.93                 |
| 28           | 6            | «Bill's New Friend»           | Ken Whittingham     | Max Searle           | 26 de julio de 2023       | 2EDT06          | 1.71                 |
| 29           | 7            | «A Star is Born»              | Lisa C. Satriano    | Melanie Boysaw       | 2 de agosto de 2023       | 2EDT07          | 1.60                 |
| 30           | 8            | «Like A Boss»                 | Michael Schultz     | Tom Young            | 9 de agosto de 2023       | 2EDT08          | 1.58                 |
| 31           | 9            | «Happy Birthday Clisby»       | Katie Locke O'Brien | Kendra Cole          | 16 de agosto de 2023      | 2EDT09          | 1.87                 |
| 32           | 10           | «The Happiest Place on Earth» | Ken Whittingham     | Yael Galena          | 16 de agosto de 2023      | 2EDT10          | 1.49                 |

## Producción
El 8 de julio de 2020, se anunció que ABC había ordenado la producción de un piloto con Fred Savage, protagonista de la serie original, como director y productor ejecutivo. En enero de 2021 se confirmó el piloto, siendo grabado en Atlanta, Georgia. En marzo de 2021 se anunció al elenco principal, y Don Cheadle como narrador de la serie. El 14 de mayo de 2021, se anunció que se había ordenado la serie. La serie inicialmente recibió una orden de nueve episodios. El 26 de octubre de 2021, ABC ordenó la producción de trece episodios adicionales, dejando la temporada con un total de 22 episodios. El 13 de mayo de 2022, ABC renovó la serie para una segunda temporada. La segunda temporada se estrenó el 14 de junio de 2023. El 15 de septiembre de 2023, ABC canceló la serie tras dos temporadas.

## Recepción

### Críticas
En Rotten Tomatoes la serie tiene un índice de aprobación del 95%, basado en 20 reseñas, con una calificación promedio de 7.8/10. El consenso crítico del sitio dice «Dulcemente nostálgica sin sacrificar la sustancia, The Wonder Years captura la magia de la serie original al tiempo que añade los matices y el contexto necesarios a su historia de la vida de los negros en Estados Unidos». En Metacritic, tiene puntaje promedio de 75 sobre 100 en ponderación, basada en 17 reseñas, lo que indica «críticas generalmente favorables».

### Audiencias
| N.º | Título                          | Fecha de emisión         | ÍA (18–49) | Audiencia (millones) | DVR (18–49) | Audiencia DVR (millones) | Total (18–49) | Audiencia total (millones) |
| --- | ------------------------------- | ------------------------ | ---------- | -------------------- | ----------- | ------------------------ | ------------- | -------------------------- |
| 1   | «Pilot»                         | 22 de septiembre de 2021 | 0.7        | 3.23                 | —           | —                        | 1.82          | 6.40                       |
| 2   | «Green Eyed Monster»            | 29 de septiembre de 2021 | 0.5        | 2.69                 | —           | —                        | —             | —                          |
| 3   | «The Club»                      | 6 de octubre de 2021     | 0.5        | 2.45                 | —           | —                        | —             | —                          |
| 4   | «The Workplace»                 | 13 de octubre de 2021    | 0.5        | 2.72                 | 0.1         | 0.68                     | 0.7           | 3.40                       |
| 5   | «The Lock In»                   | 20 de octubre de 2021    | 0.4        | 2.08                 | 0.2         | 0.68                     | 0.6           | 2.76                       |
| 6   | «Be Prepared»                   | 27 de octubre de 2021    | 0.4        | 2.57                 | —           | —                        | —             | —                          |
| 7   | «Independence Day»              | 3 de noviembre de 2021   | 0.4        | 2.23                 | —           | —                        | —             | —                          |
| 8   | «Science Fair»                  | 17 de noviembre de 2021  | 0.4        | 2.47                 | 0.2         | 0.63                     | 0.6           | 3.09                       |
| 9   | «Home for Christmas»            | 1 de diciembre de 2021   | 0.3        | 2.18                 | 0.1         | 0.62                     | 0.4           | 2.79                       |
| 10  | «Lads and Ladies and Us»        | 5 de enero de 2022       | 0.4        | 2.41                 | —           | —                        | —             | —                          |
| 11  | «Brad Mitzvah»                  | 12 de enero de 2022      | 0.5        | 2.54                 | —           | —                        | —             | —                          |
| 12  | «I'm With the Band»             | 19 de enero de 2022      | 0.4        | 2.14                 | —           | —                        | —             | —                          |
| 13  | «The Valentine's Day Dance»     | 2 de febrero de 2022     | 0.5        | 2.36                 | —           | —                        | —             | —                          |
| 14  | «Country Dean»                  | 23 de febrero de 2022    | 0.4        | 2.24                 | —           | —                        | —             | —                          |
| 15  | «Black Teacher»                 | 2 de marzo de 2022       | 0.3        | 2.25                 | —           | —                        | —             | —                          |
| 16  | «The Sleepover»                 | 16 de marzo de 2022      | 0.3        | 1.99                 | —           | —                        | —             | —                          |
| 17  | «Jobs and Hangouts»             | 23 de marzo de 2022      | 0.3        | 2.04                 | —           | —                        | —             | —                          |
| 18  | «Goose Grease»                  | 6 de abril de 2022       | 0.3        | 1.97                 | —           | —                        | —             | —                          |
| 19  | «Love & War»                    | 13 de abril de 2022      | 0.3        | 2.01                 | —           | —                        | —             | —                          |
| 20  | «Bill's New Gig»                | 20 de abril de 2022      | 0.3        | 1.88                 | —           | —                        | —             | —                          |
| 21  | «Where No Dean Has Been Before» | 11 de mayo de 2022       | 0.3        | 1.84                 | —           | —                        | —             | —                          |
| 22  | «Love, Dean»                    | 18 de mayo de 2022       | 0.3        | 2.05                 | —           | —                        | —             | —                          |

#### Segunda temporada
| N.º | Título                        | Fecha de emisión     | ÍA (18–49) | Audiencia (millones) | DVR (18–49) | Audiencia DVR (millones) | Total (18–49) | Audiencia total (millones) |
| --- | ----------------------------- | -------------------- | ---------- | -------------------- | ----------- | ------------------------ | ------------- | -------------------------- |
| 1   | «One Small Step»              | 14 de junio de 2023  | 0.2        | 2.09                 | —           | —                        | —             | —                          |
| 2   | «Forbidden Fruit»             | 14 de junio de 2023  | 0.2        | 1.80                 | —           | —                        | —             | —                          |
| 3   | «Football Team»               | 21 de junio de 2023  | 0.3        | 1.90                 | —           | —                        | —             | —                          |
| 4   | «Blockbusting»                | 28 de junio de 2023  | 0.2        | 1.84                 | —           | —                        | —             | —                          |
| 5   | «Takeover Spirit»             | 5 de julio de 2023   | 0.2        | 1.93                 | —           | —                        | —             | —                          |
| 6   | «Bill's New Friend»           | 26 de julio de 2023  | 0.2        | 1.71                 | —           | —                        | —             | —                          |
| 7   | «A Star is Born»              | 2 de agosto de 2023  | 0.2        | 1.60                 | —           | —                        | —             | —                          |
| 8   | «Like A Boss»                 | 9 de agosto de 2023  | 0.2        | 1.58                 | —           | —                        | —             | —                          |
| 9   | «Happy Birthday Clisby»       | 16 de agosto de 2023 | 0.2        | 1.87                 | —           | —                        | —             | —                          |
| 10  | «The Happiest Place on Earth» | 16 de agosto de 2023 | 0.2        | 1.49                 | —           | —                        | —             | —                          |